# Julius Marandi
Julius Marandi (ur. 8 czerwca 1954 w Belatanr) – indyjski duchowny rzymskokatolicki, od 1997 biskup Dumka.